# Mapa de profundidade
Em computação gráfica 3D, um mapa de profundidade é uma imagem ou canal de imagem que contém informação sobre a distância de um ponto de vista até as superfícies de objetos na cena. O termo é relacionado e pode ser análogo ao buffer de profundidade, Z-buffer e Z-depth. O "Z" nestes termos, refere-se a uma convenção de que o eixo central de visão de uma câmera corresponde ao eixo Z da câmera (a imagem 2D fica nos eixos X e Y), e não ao eixo Z absoluto de uma cena.

## Exemplos

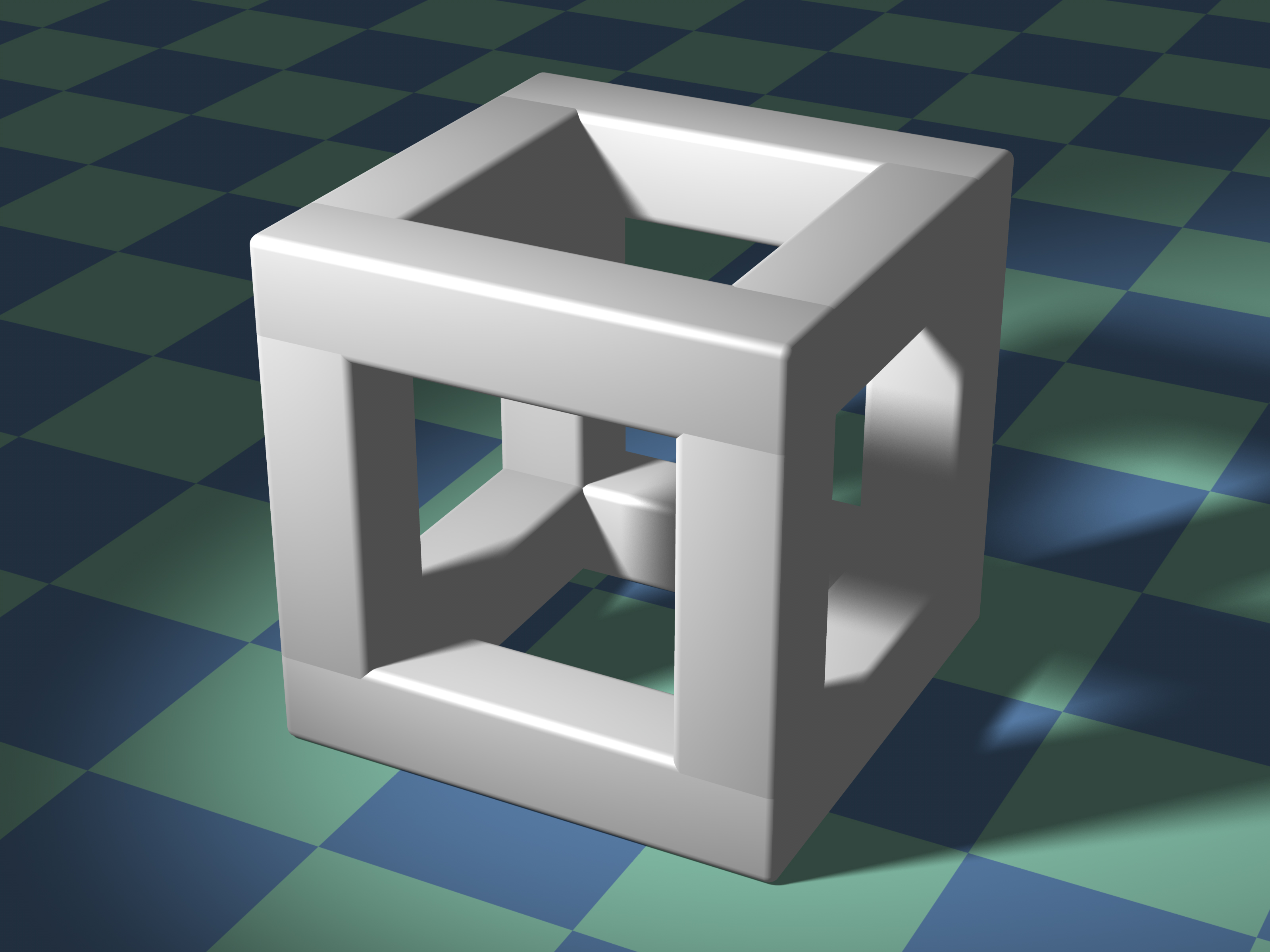
Estrutura cúbica
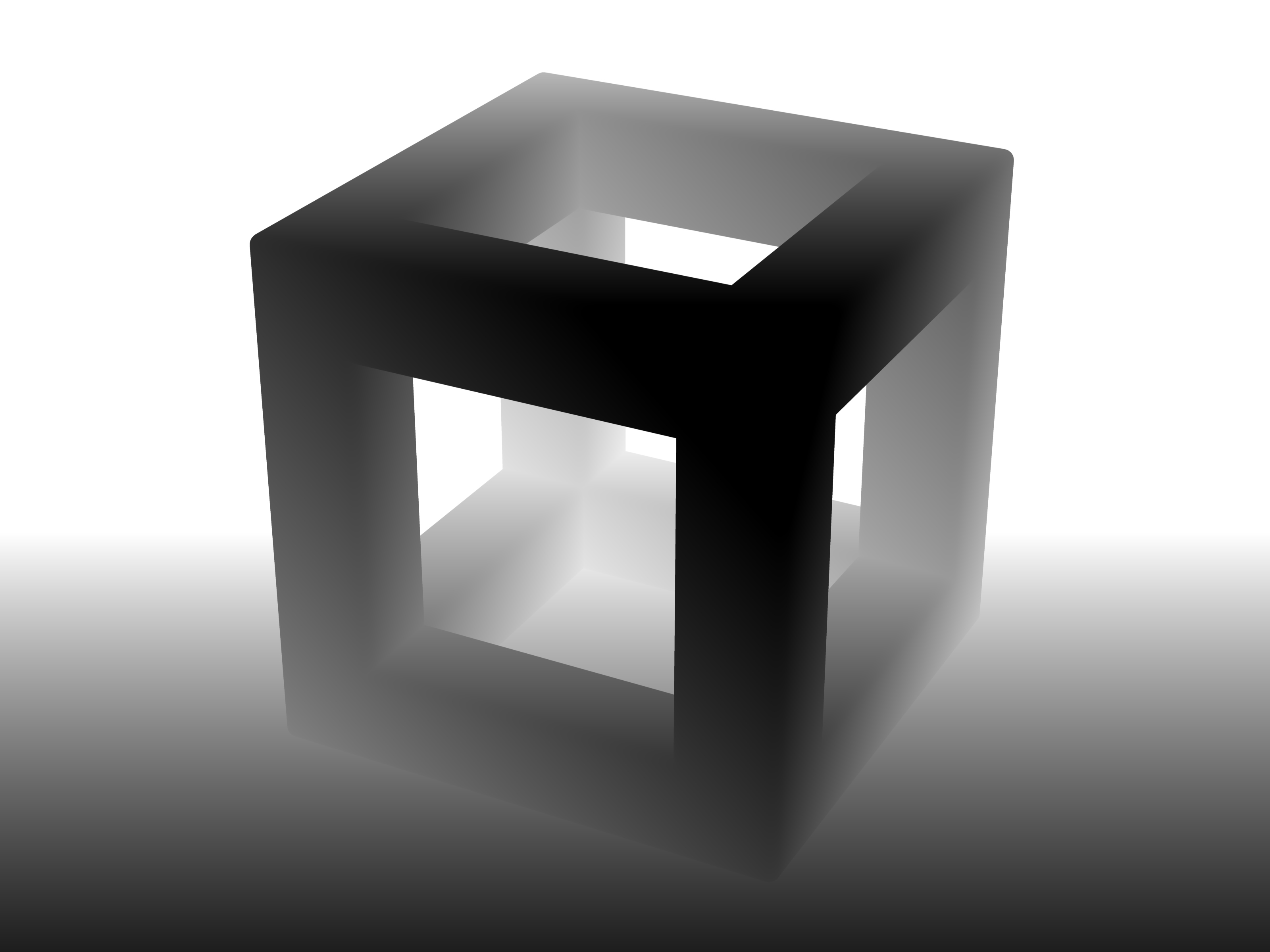
Mapa de profundidade: mais próximo é mais escuro
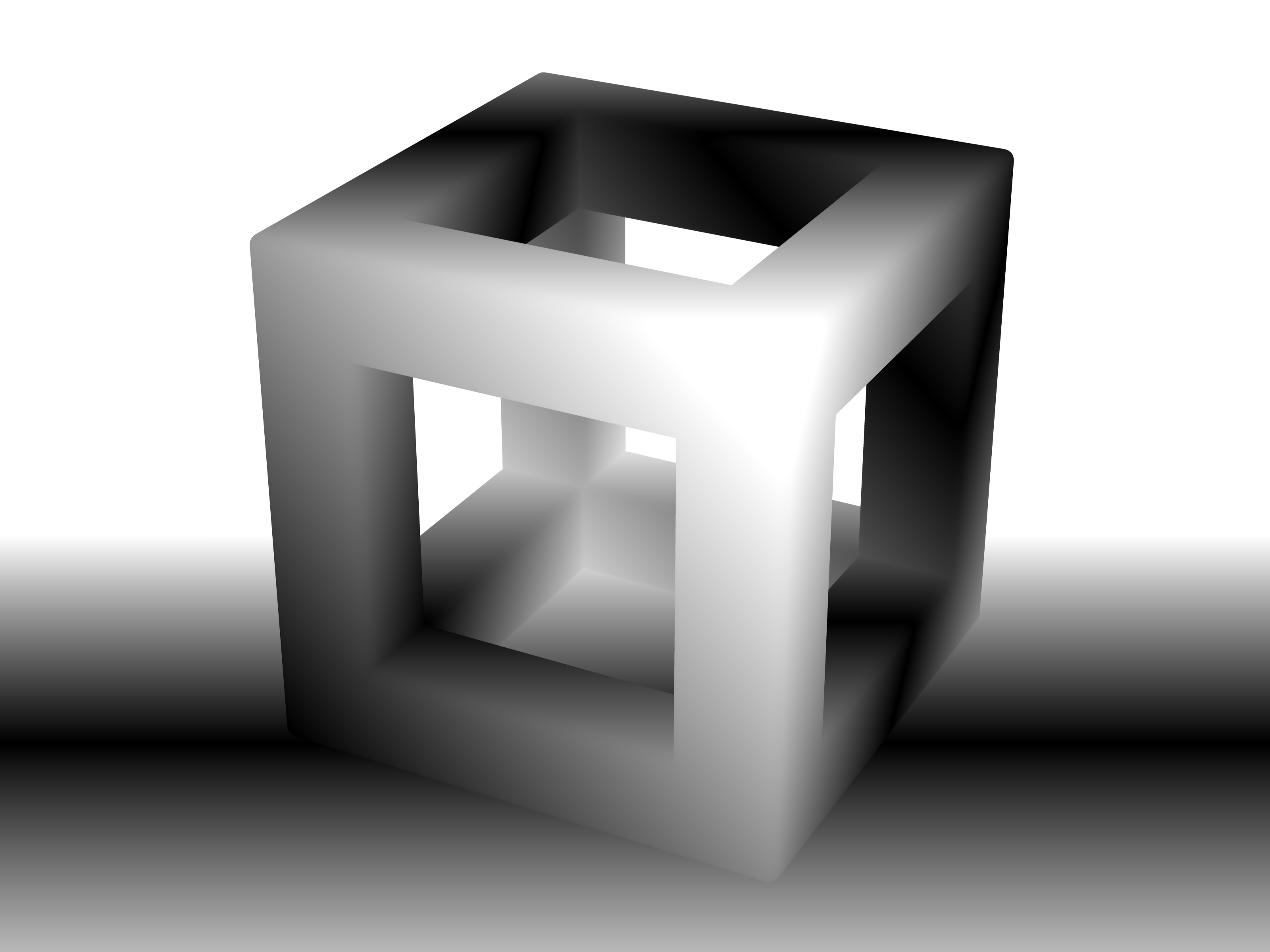
Mapa de profundidade Mapa: mais próximo do plano focal é mais escuro

Dois mapas de profundidade diferentes podem ser vistos aqui, juntamente com o modelo original do qual são derivados. 
O primeiro mapa de profundidade mostra luminância proporcional à distância da câmera. Superfícies mais próximas são mais escuras; superfícies mais distantes são mais claras. O segundo mapa de profundidade mostra luminância proporcional à distância de um plano focal nominal. Superfícies mais próximas ao plano focal são mais escuras; superfícies mais distantes do plano focal são mais claras, (tanto as mais próximas quanto as mais afastadas do ponto de vista).

## Usos

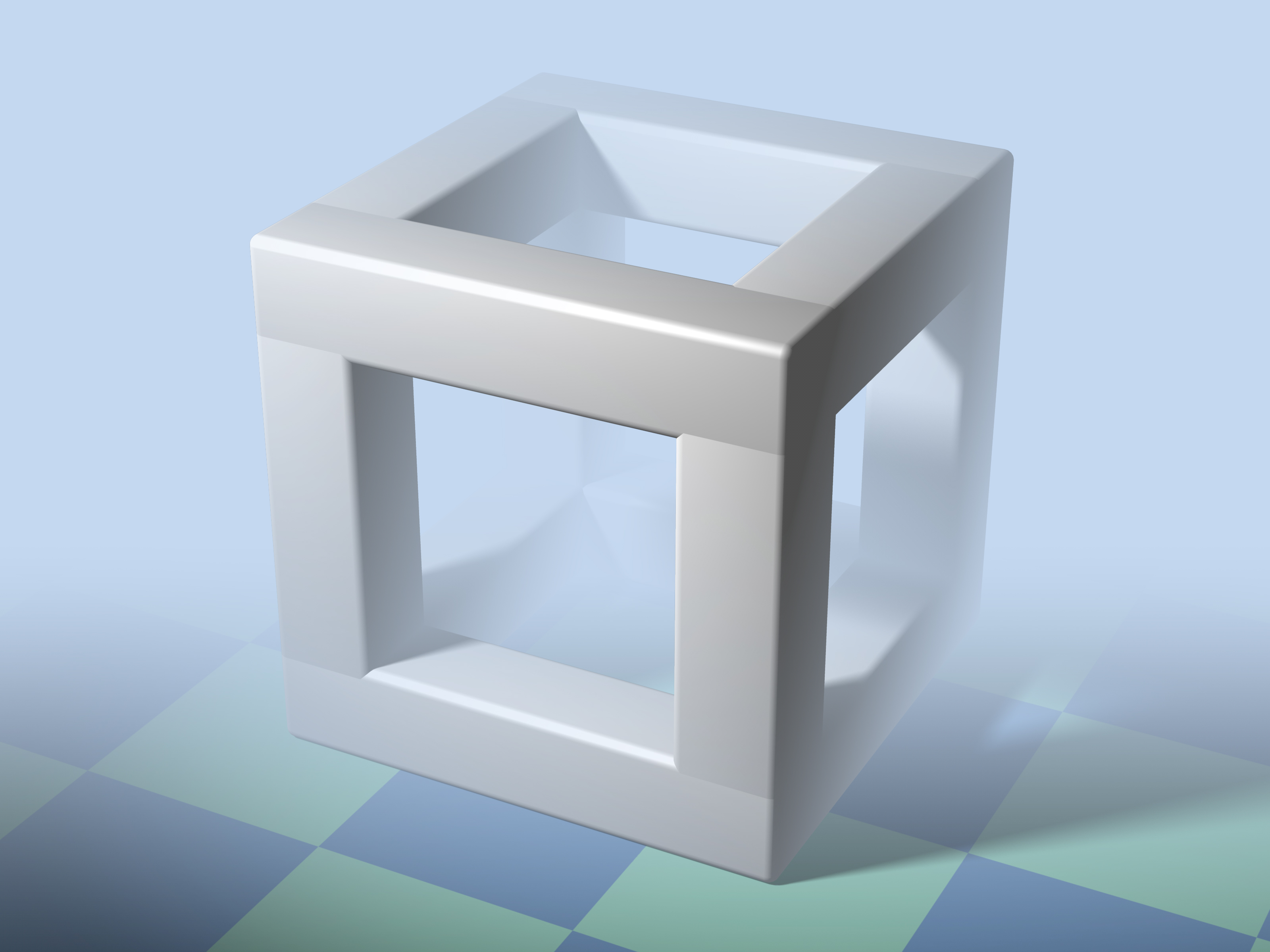
Efeito de nevoeiro

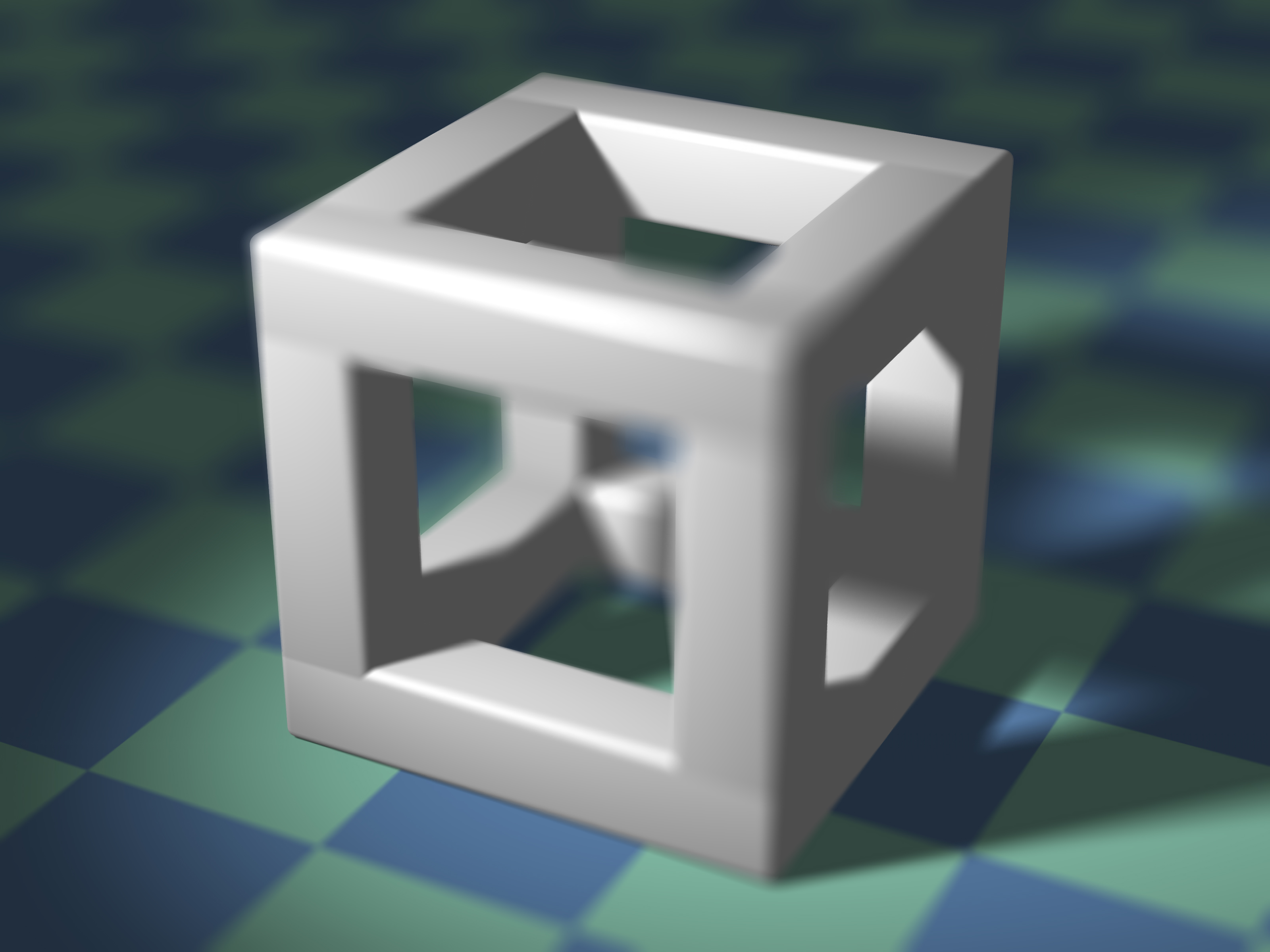
Pouca profundidade de campo

Mapas de profundidade têm uma variedade de usos, incluindo:
- Simular o efeito de um meio semi-transparente uniforme denso em uma cena, como neblina, fumaça ou grandes volumes de água.
- Simular pouca profundidade de campo - onde algumas partes da cena parecem estar fora de foco. Mapas de profundidade podem ser usados para desfocar uma imagem em graus variados. Pouca profundidade de campo pode ser uma característica da macrofotografia; técnica que pode fazer parte do processo de imitar miniaturas.
- Z-buffering e z-culling, técnicas que podem ser utilizadas para fazer a renderização de cenas 3D mais eficiente. Elas podem ser usadas para identificar objetos ocultos da visão e que, portanto, podem ser ignorados para alguns fins de renderização. Isto é particularmente importante em aplicações de tempo real, como jogos de computador, onde uma rápida sucessão de cenas renderizadas deve estar disponível a tempo de ser mostrada numa frequência fixa.
- Mapeamento de sombras - parte de um processo usado para criar sombras resultantes da iluminação em computação gráfica 3D. Neste uso, os mapas de profundidade são calculados a partir da perspectiva das luzes, não do espectador.
- Para fornecer a informação de distância necessária para gerar autoestereogramas e em outras aplicações que têm o intuito de criar a ilusões 3D através da estereoscopia .
- Dispersão de sub-superfícies - pode ser usada como parte de um processo para adicionar realismo, simulando propriedades semi-transparentes de materiais translúcidos como a pele humana.

## Limitações
- Mapas de profundidade de canal único gravam a primeira superfície vista, e por isso não são capazes de oferecer informações sobre superfícies vistas ou refratadas através de objetos transparentes ou refletidas em espelhos. Isso pode limitar seu uso para simular com precisão a profundidade de campo ou efeitos de nevoeiro.
- Mapas de profundidade de canal único não podem transmitir várias distâncias ocorrendo dentro da visão de um único pixel. Isso pode ocorrer onde mais de um objeto ocupa a localização do pixel. Este poderia ser o caso, por exemplo, com modelos contendo cabelo, pelo ou grama. Em geral, bordas de objetos podem ser descritas de forma ambígua onde elas cobrem um pixel parcialmente.
- Dependendo do uso do mapa de profundidade, pode ser útil ou necessário codificar o mapa com maior profundidade de bits. Por exemplo, um mapa com 8 bits de profundidade só pode representar um intervalo de até 256 distâncias diferentes.
- Dependendo de como eles são gerados, mapas de profundidade podem representar a distância perpendicular entre um objeto e o plano da câmera. Por exemplo, uma câmera apontando diretamente para - e perpendicular a - uma superfície plana, pode gravar uma distância uniforme por toda a superfície. Neste caso, geometricamente, as distâncias reais desde a câmara até as áreas da superfície plana próximas aos cantos da imagem são maiores do que as distâncias até a área central. Para muitas aplicações, no entanto, esta discrepância não é um problema significativo.